# Tom Andrews
Thomas Edward Andrews (Parma, 11 gennaio 1962) è un ex giocatore di football americano statunitense che ha giocato nel ruolo di offensive tackle nella National Football League (NFL). Al college ha giocato a football all'Università di Louisville.

## Carriera
Andrews fu scelto dai Chicago Bears nel corso del quarto giro (98º assoluto) del Draft NFL 1984. Vi giocò per due stagioni, vincendo il Super Bowl XX nel 1985 battendo i New England Patriots. Dopo un anno di inattività nel 1986, nel 1987 disputò l'ultima stagione della carriera tra le file dei Seattle Seahawks.

## Palmarès
- Super Bowl : 1

Chicago Bears: Super Bowl XX
- National Football Conference Championship: 1

Chicago Bears: 1985

## Statistiche
| Partite totali      | 23 |
| Partite da titolare | 2  |